# Darling Lili
Darling Lili ist ein im Ersten Weltkrieg spielendes, US-amerikanisches Spionage- und Liebesdrama von Blake Edwards. Die Hauptrollen spielen seine Ehefrau Julie Andrews und Hollywoodstar Rock Hudson.

## Handlung
London, Erster Weltkrieg. Die Sängerin Lili Smith, die es in England mit patriotischen Liedern zu einiger Beliebtheit gebracht hat, umgibt ein dunkles Geheimnis: Niemand weiß, dass sie in Wirklichkeit für die Deutschen spioniert. An ihrer Seite wacht stets ihr angeblich Schweizer Onkel, der aber in Wahrheit der in Kaiser Wilhelms Diensten stehende Oberst Kurt von Ruger ist. Ruger ist nicht nur ihr gelegentlicher Liebhaber, sondern zugleich ihr Verbindungsmann zum deutschen Militär. Dessen Vorgesetzter, der deutsche General Kessler, traut Lili nicht über den Weg, denn sie ist zwar halb deutsch aber eben auch halb britisch. Lilis neuester Auftrag soll sie zu dem US-Major William Larrabee führen. Der befindet sich gerade in Frankreich, um dort einen hohen Orden in Empfang zu nehmen. Lili lernt den schmucken amerikanischen Flieger kennen und beginnt ihn sogleich zu umgarnen. Der ist, wie bereits ihre britischen Bewunderer in London, bezaubert von Darling Lilis Charme und beeindruckt von ihrem Mitgefühl für die Verwundeten. Nur allzu gern lässt sich Larrabee auf eine Liebesaffäre mit ihr ein. Er legt sich für sie regelrecht ins Zeug und engagiert einmal sogar sogenannte Zigeunergeiger, um ihr in romantischer Umgebung ein Ständchen zu bringen. Dies macht es Lili um so leichter, dem ahnungslosen Amerikaner wichtige militärische Informationen über die Flugpläne der Entente zu entlocken. Bald wird die Gegenseite gewahr, dass es in der Entente ein Sicherheitsleck geben müsse, und der französische Geheimdienst beginnt Nachforschungen anzustellen. Ausgerechnet Lilis rechte Hand wird dafür gewonnen, beim Aufspüren des Spions/der Spionin mitzuhelfen.
Lili erfährt von Oberst von Ruger, dass Larrabee in diese Geheimaktion, genannt Operation Crêpe Suzette, involviert ist und man ihr auf der Spur ist. Als Lili, deren deutsche Vorfahren ihr einst den wirklichen Nachnamen „Schmidt“ bescherten, erfährt, dass eben jene Suzette niemand anderes als Larrabees bisherige Geliebte und zugleich eine Stripteasetänzerin ist, versucht sie, die junge Rivalin dadurch zu eliminieren, indem sie sie den Briten als deutsche Spionin, als „das Leck“ benennt, nach dem alle gerade fieberhaft suchen. Derweil befindet sich Major Larrabee auf Rettungsmission über Feindesland, doch er kann mit dem von Manfred von Richthofen gestohlenen Flugzeug aus Feindgebiet entfliehen und landet damit in England. Hier wird Larrabee augenblicklich wegen Spionage für den Feind verhaftet. Lili, die sich längst in den schmucken Yankee verliebt hat, kommt ihm zu Hilfe und offenbart, ganz zum Ärger ihrer deutschen Vorgesetzten, ihre wahre Identität. Nun muss Larrabee um Darling Lilis Leben fürchten, denn ihr dürfte dasselbe Schicksal wie Mata Hari blühen. Larrabee schnappt sich daraufhin noch einmal das von Richthofen erbeutete Flugzeug und rettet Lili aus einem Entente-Zug, der gerade von deutschen Fliegern angegriffen wird. Aus dem Flieger wirft er, ihr als Erkennungszeichen dienend, seinen Schal als Zeichen seiner Liebe herunter. Nach dem Waffenstillstand kehrte Darling Lili als Sängerin zurück auf der Bühne und kann nun endlich ihren amerikanischen Major in die Arme schließen.

## Produktionsnotizen
Die Dreharbeiten zu Darling Lili begannen am 18. März 1968, mussten aber im Mai desselben Jahres unterbrochen werden, da im Drehort Frankreich zu diesem Zeitpunkt schwere Studentenunruhen tobten. Man wich daraufhin nach Brüssel aus. Aufgrund dieser Unterbrechungen wurden die Aufnahmen zu dem Film erst Mitte Dezember 1968 beendet. Einige Nachaufnahmen fertigte man im April 1969 an. Die Weltpremiere von Darling Lili fand am 18. Juni 1970 in Deutschland statt, die amerikanische Erstaufführung war sechs Tage später.
Owen Crump war Herstellungsleiter, Ken Wales Produktionsleiter. Fernando Carrere entwarf die Filmbauten, Reg Allen wirkte als Ausstatter. Jack Bear und Donald Brooks gestalteten die Kostüme. Hermes Pan gestaltete die choreographischen Szenen.
Russell Harlan gab hier nach über 100 Filmen als Chefkameramann seine Abschiedsvorstellung.

## Nominierungen
Es gab drei Oscar-Nominierungen:
- Beste Filmmusik (Henry Mancini, Johnny Mercer)
- Bestes Filmlied Whistling Away the Dark (Henry Mancini, Johnny Mercer)
- Beste Kostüme (Jack Bear, Donald Brooks)

Den Golden Globe Award nahmen Mancini und Mercer für Whistling Away the Dark entgegen.

## Kritiken
Vincent Canby schrieb in der New York Times: „Der Film ist von Zeit zu Zeit ermüdend, und die alten, feinen, schmalzigen Erster-Weltkrieg-Lieder wurden durch einige neue, nicht ganz so feine, schmalzige Henry Mancini-Songs ergänzt. Es macht aber immer noch Spaß. Als historische Note möchte ich auch darauf hinweisen, dass Darling Lili die Art romantischer Attitüde besitzt, die wir wahrscheinlich für sehr lange Zeit nicht mehr wiedersehen werden.“
Der Movie & Video Guide urteilte knapp: „Großer Spaß, gute Musik.“ Halliwell’s Film Guide urteilte: „Farce und Romanze mischen sich auf seltsame Weise mit Flugakrobatiknummern in dieser teuren und törichten Extravaganz.“
In Lexikon des Internationalen Films ist zu lesen: „Leichte Komödie, die Elemente aus Spionagefilm und Musical mischt.“